# 自衛消防技術試験
自衛消防技術試験（じえいしょうぼうぎじゅつしけん）は、東京都の火災予防条例に基づいて、自衛消防隊（自衛消防組織）活動の中核的要員（「自衛消防活動中核要員」という）としての資格を認定する試験である。合格者には東京消防庁より自衛消防技術認定証が交付される。

## 概要

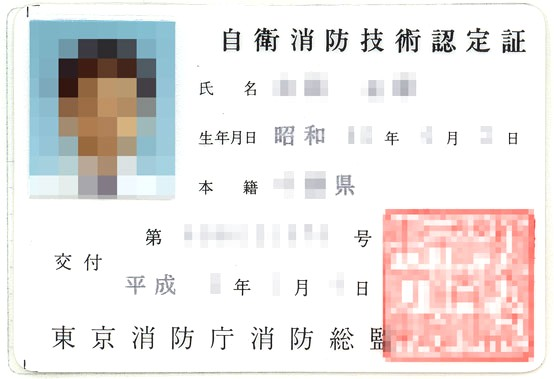
自衛消防技術認定証

- 東京都における一定規模を有する建物、事業所においては、所定の自衛消防活動の中核要員の配置が義務付けられている。その資格を認定する試験が自衛消防技術試験である。また、都内の一定規模の建物に設置される防災センターの要員は、自衛消防技術認定の資格取得者でなければならない。
- 自衛消防技術認定資格の意義は、

1. 災害の状況に応じた迅速で的確な活動を行う
2. 消防隊の活動に協力する
3. 消防用設備等の監視、操作、維持管理等を行う

ことについて、専門知識と技能を持って人的な側面における自主防災体制の強化を図ることである。
- なお、東京都で防災センターの監視・操作などの業務を行うには防災センター要員の資格も必要となる。

## 受験資格
- 基本的に受験資格はなく、誰でも受験できる。

## 試験
- 試験は毎月2～4回程実施されている。試験内容は筆記試験（午前）と実技試験（午後）があり、1日で実施される。
- 受験の申込みは、試験日の5日前まで（土曜・日曜・国民の祝日に当たるときは翌日も可）に、東京都内（ただし稲城市を除く）の各消防署において直接行う（公益法人等への事務の委託はされていない）。
- 筆記試験の合否は、当日の筆記試験後に会場で発表されるので、筆記合格者は引き続き実技試験を受験する。実技受験者の最終合格発表は後日行われる。

### 試験科目
筆記（午前）
- 火災に関する基礎的な知識

1. 燃焼に関する知識と基礎的な物理・化学
2. 建築物等の防災計画に関すること

- 自衛消防業務に関する実務

1. 出火の防止に関すること
2. 自衛消防活動に関すること
3. 消防用設備等の維持管理に関する基礎的な知識及び取扱要領
4. 防火及び避難施設等の維持管理に関する基礎的な知識並びに当該施設等の取扱要領

- 消防関係法令

実技（午後）
- 消防用設備等の取扱い及び災害発生時の活動要領

1. 集団実技試験
2. 個別実技試験

## 他の資格を受験をした場合の特典
- 自衛消防業務講習、防火対象物点検資格者、防災管理点検資格者の修了で科目の一部免除が出来る（学科のみ）。
- 自衛消防技術認定証では、防火管理者講習・防災管理講習の科目の一部免除は出来ない。[1][2][3]
  - 防火管理及び防災管理の意義及び制度（3時間）
  - 自衛消防組織並びにその統括管理者及びその要員の役割と責任（3時間）
  - 防災設備等に関する知識（1時間）計7時間